# Кедвавомське сільське поселення
Кедваво́мське сільське поселення (рос. Кедвавомское сельское поселение) — муніципальне утворення у складі Ухтинського міського округу Республіки Комі, Росія. Адміністративний центр — село Кедвавом.

## Населення
Населення — 332 особи (2010; 473 у 2002, 554 у 1989).

## Склад
До складу поселення входять такі населені пункти:
| Населений пункт   | Населення, осіб (1989) | Населення, осіб (2002) | Населення, осіб (2010) |
| ----------------- | ---------------------- | ---------------------- | ---------------------- |
| Кедвавом, село    | 406                    | 327                    | 228                    |
| Поромес, присілок | 148                    | 146                    | 104                    |